# Hunsrück
Le Hunsrück est un massif montagneux de la Rhénanie-Palatinat et de la Sarre (Allemagne) formant le rebord méridional du massif schisteux rhénan. Il est situé entre la Moselle au nord-ouest, le Rhin au nord-est, la Nahe au sud-est et la Sarre au sud. Le Hunsrück est le prolongement de l'Eifel par-delà la Moselle (rive droite), ainsi que le prolongement du Taunus par-delà le Rhin (rive gauche). Le sommet le plus élevé est l’Erbeskopf (816 mètres) dans l’Idarwald (de). Dans ce massif est suspendu le pont de Geierlay.

## Dans la culture
- Heimat, d'Edgar Reitz mini-série télévisée dont le tournage s'étend de 1984 à 2013 et qui conte la vie de la famille Simon, habitants du village (imaginaire) de Schabbach de 1842 à l'an 2000.
- Heimat (film, 2013) d'Edgar Reitz : Heimat : Chronique d'un rêve (Die andere Heimat : Chronik einer Sehnsucht) et Heimat : L'Exode (Die andere Heimat : Die Auswanderung), préquelle à la mini-série Heimat, pour la période Vormärz (1815-1848)

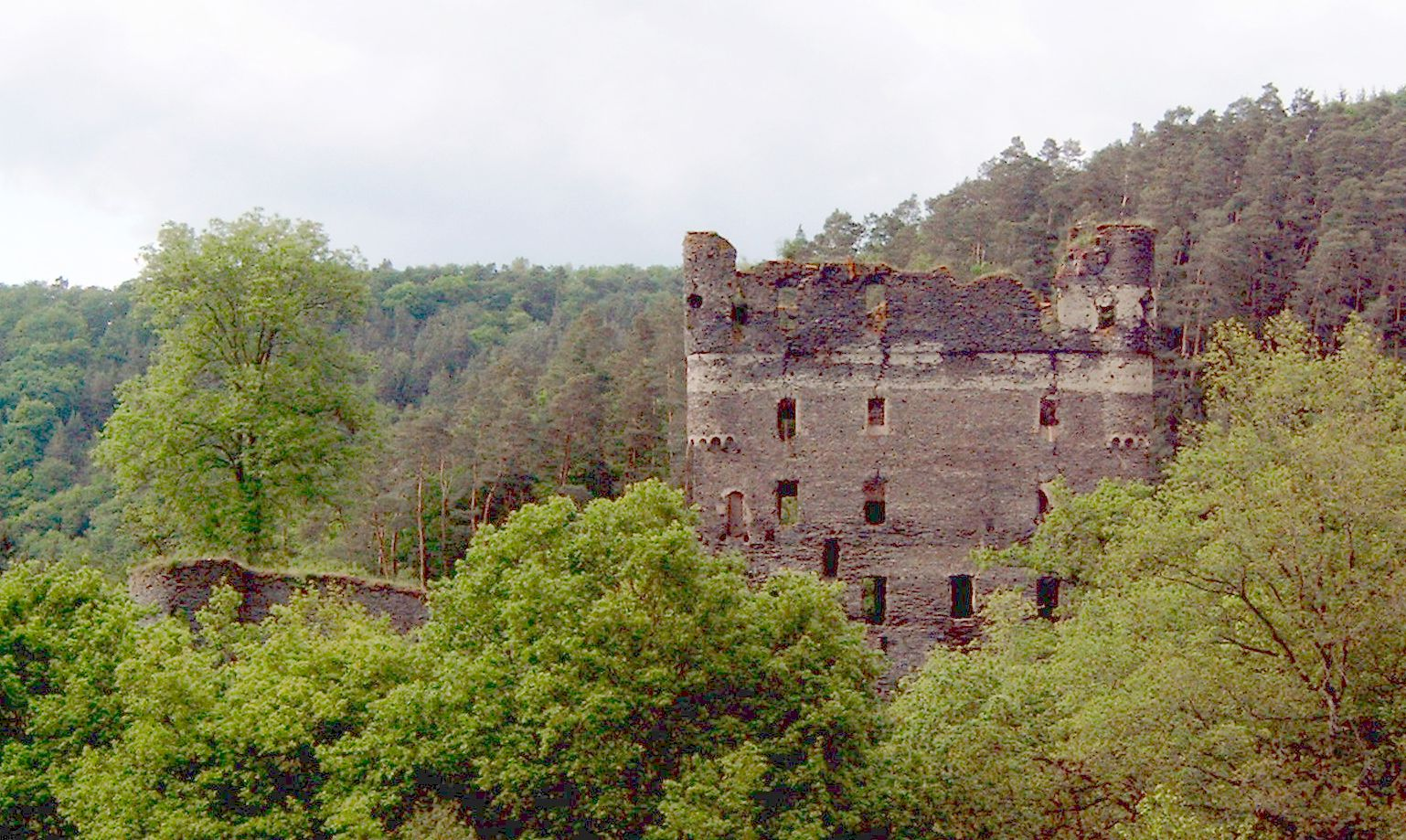
Vue du sud des ruines du château du Balduinseck, entre Mastershausen et Buch.